# Krzysztof Stanisław Broniowski
Krzysztof Stanisław Broniowski herbu Tarnawa (zm. w 1622 roku) – podkomorzy lwowski w latach 1621-1622, wojski lwowski w latach 1608-1618.
Był uczestnikiem popisu pospolitego ruszenia ziemi lwowskiej i powiatu żydaczowskiego w 1621 roku.